# Sinfonía n.º 1 (Mozart)

Mozart en 1763.

La Sinfonía n.º 1 en mi bemol mayor, K. 16 fue compuesta por Wolfgang Amadeus Mozart en agosto o septiembre de 1764 en Londres, cuando el compositor tenía ocho años.

## Historia

### Contexto

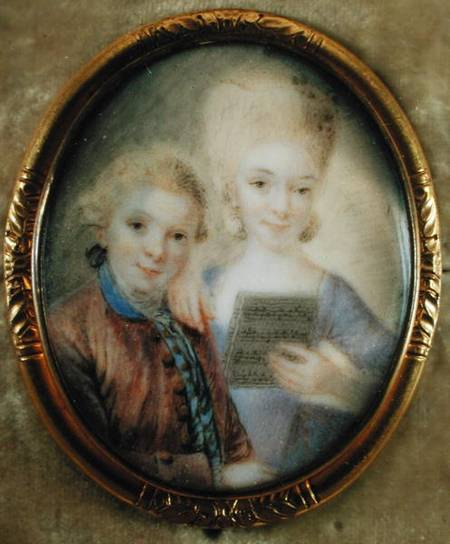
Wolfgang y Nannerl hacia 1763.

La carrera de Mozart como sinfonista empezó en Londres durante el gran viaje de la familia Mozart por Europa entre junio de 1763 y noviembre de 1766. El padre Leopold Mozart planeó la gira para exhibir a sus prodigiosos hijos, Wolfgang y Nannerl en las principales cortes europeas. Tras pasar por Alemania, Bélgica y Francia, la familia llegó a Londres en abril de 1764 y el día 27 se presentó en la corte de Jorge III. La extraordinaria impresión que causó la destreza de los niños con el teclado en los numerosos conciertos que ofrecieron está bien documentada. En ese tiempo Wolfgang compuso sus primeras obras del género, que tenían una deuda sustancial con las sinfonías de estilo galante italianizante en tres movimientos de Carl Friedrich Abel y Johann Christian Bach; también escuchó las sinfonías de compositores relevantes como Thomas Arne, William Boyce y Giuseppe Sammartini.
Los compositores alemanes afincados en Londres Abel y J. C. Bach, el hijo menor de Johann Sebastian Bach habían iniciado una serie de conciertos públicos de enorme éxito en los que sus sinfonías y conciertos constituían un pilar del repertorio. Al parecer Johann Christian tomó al pequeño Wolfgang bajo su tutela, aunque no hay pruebas de ello. Los primeros intentos del niño de componer sinfonías, y más tarde conciertos para piano, están claramente influidos por los de Abel y Bach. De hecho, ahora se sabe que una sinfonía atribuida durante mucho tiempo a Mozart, la Sinfonía n.º 3 K. 18, en realidad fue compuesta por Abel.

### Composición
La composición de esta pieza se desarrolló en agosto o septiembre de 1764 en Londres. Durante la gran gira europea de los Mozart, Leopold sufrió una grave inflamación de garganta que obligó a la familia a alquilar una casa de campo fuera de la ciudad de Londres en la calle Ebury, entonces considerada parte del pueblo de Chelsea en el actual distrito de Kensington y Chelsea para tomar un descanso. Esto supuso una reducción inmediata del bullicio de actividades que había abarrotado la agenda de los Mozart. Muchos años después su hermana Nannerl relató en sus memorias las condiciones en las que Wolfgang compuso esta primera sinfonía:

«En Londres, cuando nuestro padre estaba enfermo y al borde de la muerte, no se nos permitía tocar el clavecín. Así que, para mantenerse entretenido, Mozart compuso su primera sinfonía con todos los instrumentos, ante todo con trompetas y timbales. Tuve que sentarme a su lado y copiarla. Mientras él componía y yo copiaba, me dijo: "Recuérdame que le dé a la trompa algo que hacer que merezca la pena" (...) 

 El 5 de agosto tuvieron que alquilar una casa de campo en Chelsea, a las afueras de la ciudad de Londres, para que el padre pudiera recuperarse de un peligroso dolor de garganta que casi le llevó al borde de la muerte.»
— Maria Anna Mozart

Conforme a este relato, es discutible que la obra descrita por Nannerl sea la K. 16 puesto que su orquestación no requiere las trompetas y timbales que cita en su descripción. 

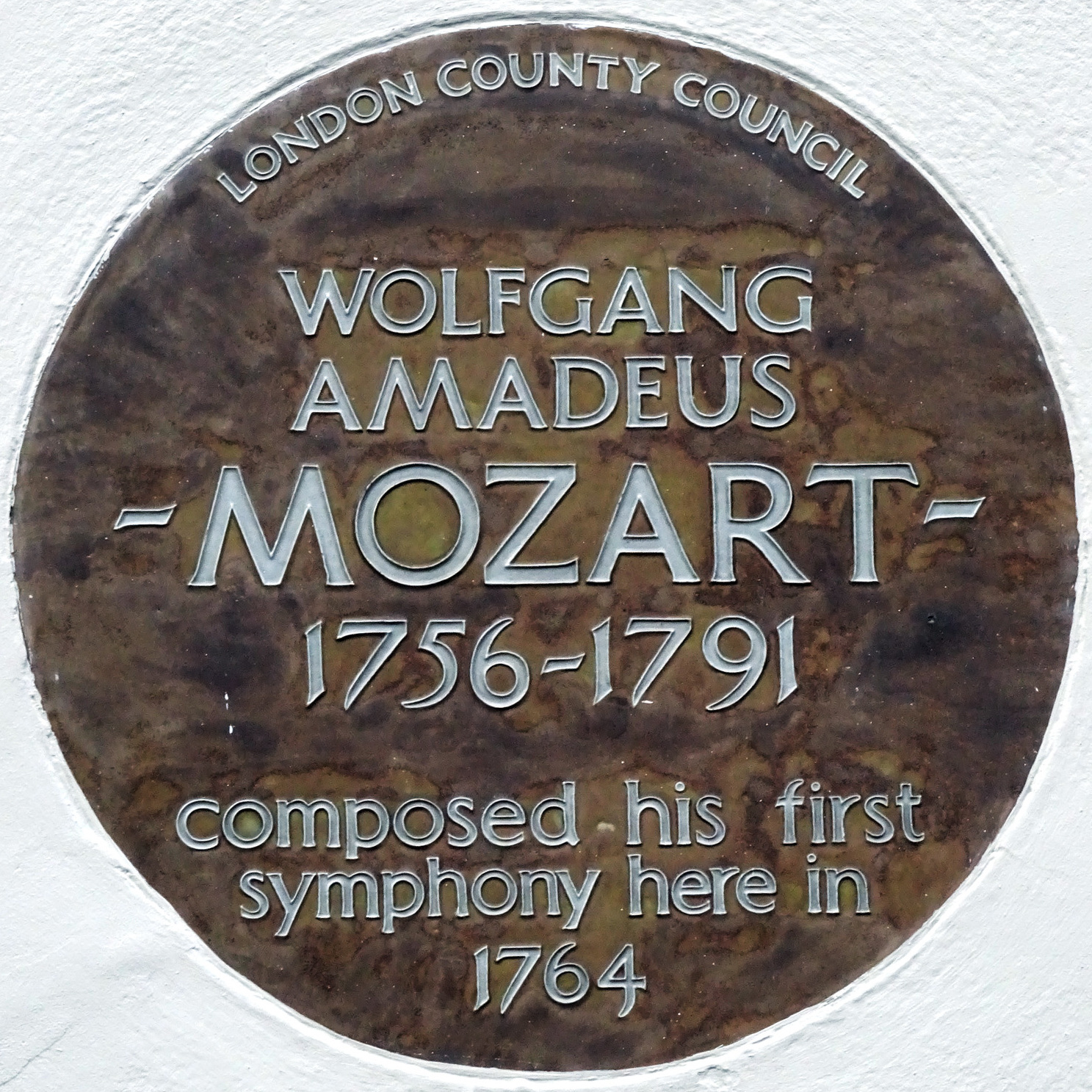
Placa conmemorativa en la calle Ebury 180 de Londres: "Wolfgang Amadeus Mozart compuso su primera sinfonía aquí en 1764".

Se instalaron en la casa número 180 de la calle Ebury, la cual hoy en día presenta una placa conmemorativa en su fachada por ser el lugar donde Mozart escribió su primera sinfonía. Antes de su estancia en Chelsea, Mozart había vivido un torbellino de viajes, actuaciones y audiencias rituales ante la nobleza, que consistían principalmente en la presentación de efusivos elogios y costosos obsequios a la familia Mozart. Sin embargo, esta interrupción brindó a Mozart la oportunidad, al parecer por iniciativa propia, de probar suerte en la producción de una sinfonía. La partitura autógrafa original se conserva en la actualidad en la Biblioteca Jagellónica de Cracovia y se puede consultar online.
En ese momento Mozart ya era conocido en toda Europa como niño prodigio o wunderkind, pero hasta el momento sólo había compuesto pequeñas piezas musicales. En este sentido, Rodman recuerda las palabras de la dramaturga Wendy Wasserstein "Por culpa de Mozart todo se acaba después de los siete años". De hecho, la considerable leyenda de Mozart aún hoy debe su existencia en gran medida a la apenas creíble noción de un simple niño que, en palabras de su padre "[sabía] en su octavo año lo que sólo cabría esperar de un hombre de cuarenta". Aunque las hazañas del niño prodigio siguen ocupando un lugar central en los discursos sobre su vida y obra, quizá sea más apropiado considerar estos esfuerzos juveniles como los peldaños de un compositor que encuentra su camino hacia un medio de expresión maduro y más plenamente realizado. Está claro que los impulsos creativos del joven compositor eran a veces susceptibles de cometer los errores que se esperan de una mano inexperta. Su propio padre Leopold escribió lo siguiente sobre esta pieza:

«Encontraréis tres quintas consecutivas [prohibidas] en la parte del violín, que mi joven caballero perpetró y que, aunque yo las corregí [se dejaron] incluidas (...) Por otra parte, son una prueba de que nuestro pequeño Wolfgang las compuso él mismo, cosa que, naturalmente, no todo el mundo creerá.»
— Leopold Mozart

### Estreno y publicación

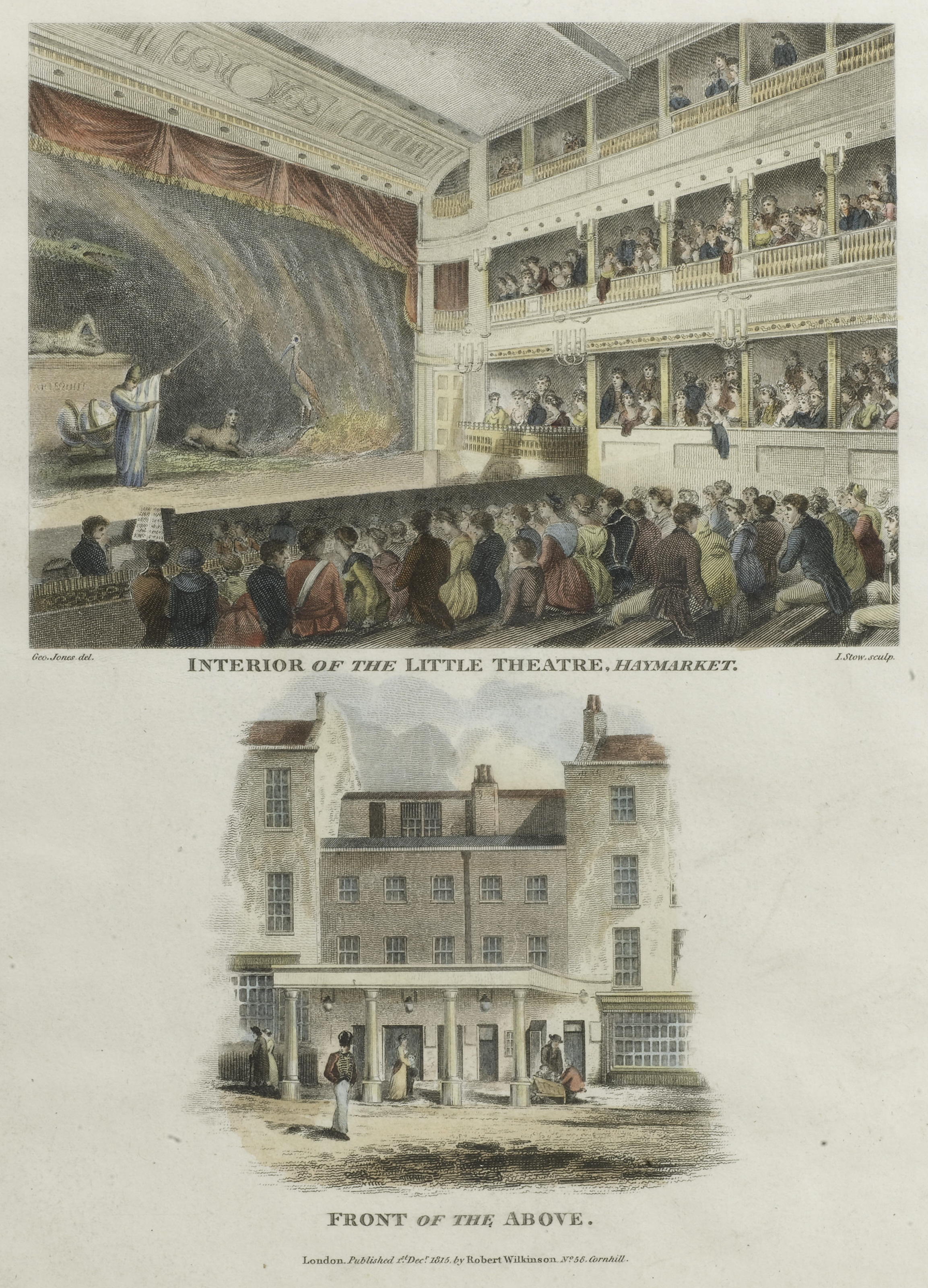
Little Theatre de Haymarket, lugar del estreno.

El estreno se celebró el 21 de febrero de 1765 en un concierto público ofrecido por Wolfgang y Nannerl en el Little Theatre de Haymarket en Londres.
La primera edición fue llevada a cabo en 1879 por la editorial Breitkopf & Härtel en Leipzig, que publicó bajo la denominación Wolfgang Amadeus Mozarts Werke, Serie VIII, No. 1 tanto las partes como la partitura completa.

## Instrumentación
La partitura está escrita para una orquesta formada por:
- Viento madera: 2 oboes y [1 fagot].
- Viento metal: 2 trompas en mi bemol.
- Teclado: [clavecín].
- Cuerda: una sección de cuerdas con 2 violines (primero y segundo), viola, violonchelo y contrabajo.

Se trata de la orquestación sinfónica estándar de entonces. En las orquestas de aquella época era una práctica común emplear el fagot y el clavecín, si estaban presentes en la orquesta, para reforzar la línea del bajo o bien como continuo, incluso sin notación separada.

## Estructura y análisis

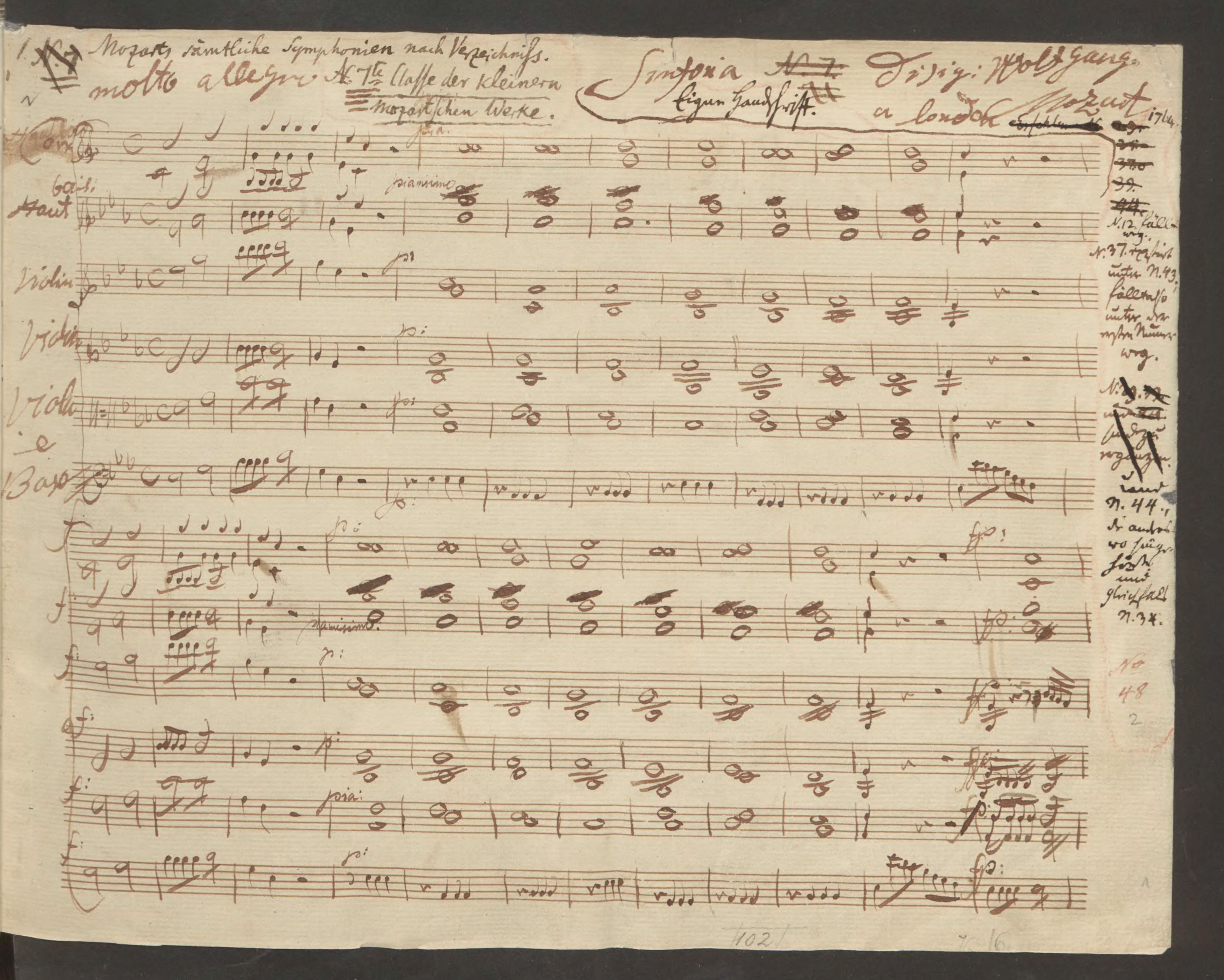
Primera página de la partitura autógrafa.

La sinfonía consta de tres movimientos:
- I. Molto allegro, en mi bemol mayor 4
4
- II. Andante, en do menor 2
4
- III. Presto, en mi bemol mayor 3
8

La interpretación de esta obra dura aproximadamente entre 10 y 15 minutos. Es probablemente la obra más temprana de Mozart en el género sinfónico. Rebosa de la exuberancia contenida de un niño de ocho años confinado en un espacio reducido y exhortado a no perturbar el descanso de su padre convaleciente. La estructura sigue el típico esquema en tres movimientos de la obertura italiana, dispuestos según el patrón del Clasicismo temprano: rápido–lento–rápido. Un movimiento lento central flanqueado por dos de naturaleza más extrovertida. Esta estructura tripartita es habitual en las sinfonías tempranas de Mozart, aunque con el tiempo fue sustituyéndola por la de cuatro movimientos. Estas sinfonías tempranas son prácticamente indistinguibles de las oberturas de óperas italianas de la época. De hecho, varias oberturas operísticas de Johann Christian Bach se publicaron posteriormente como sinfonías.
El joven Mozart aún debía realizar un trabajo de artesano para absorber la influencia musical de maestros más antiguos y consumados. Pero la obra presenta algunas influencias directas bien conocidas, como su padre Leopold, los hijos de Johann Sebastian Bach y Karl Friedrich Abel. En especial Johann Christian Bach, un importante sinfonista trabajando en Londres a quien Mozart había conocido durante su estancia allí. Una afortunada consecuencia de los largos viajes del compositor en ciernes fue el contacto que le proporcionaron con una generosa muestra representativa de las tradiciones musicales europeas: alemana, británica, francesa (aunque Leopold veía esa música con cierto recelo) e italiana. De hecho, fue durante la gira familiar por Europa entre 1763 y 1766 cuando tomaron forma sus primeras composiciones sinfónicas. Al igual que las sinfonías de Abel y Bach, consta de tres movimientos breves (rápido, lento, rápido), y con notable confianza capta el vocabulario sinfónico temprano –alternancias de fuerte y suave, trémolos, escalas rápidas. No obstante, en las etéreas suspensiones que siguen justo después de la fanfarria al unísono del inicio hay ya una originalidad y una belleza extraordinaria en la música, así como la sensación de un impetuoso muchacho que está poniendo a prueba hasta dónde puede llegar y desafiar las reglas que le han inculcado. En conjunto se trata de un debut extraordinariamente logrado y seguro. El oyente enseguida se olvida de que se trata de la obra de un niño de ocho años; ya que, de hecho, no es necesario ajustar las expectativas.

### I.Molto allegro
El primer movimiento, Molto allegro, está escrito en la tonalidad de mi bemol mayor, en compás de 4/4 y sigue la forma sonata. El movimiento de apertura aunque responde a la forma sonata, presenta algunas variaciones con respecto a ese modelo. Presenta un impulso ágil y cinético.

### II.Andante
El segundo movimiento, Andante, está en la tonalidad relativa de do menor y en compás de 2/4. El movimiento lento está impregnado de una majestuosidad barroca. El acompañamiento discurre en un pulso casi constante de tresillos de semicorcheas. Juega de forma similar con la textura y el color más que con la melodía. Cabe señalar la que parece ser la aparición más temprana del motivo "Júpiter". La primera trompa toca el mismo patrón de cuatro notas (do–re–fa–mi)  que veinticuatro años más tarde abriría el Finale de su última sinfonía, la n.º 41 Júpiter. Este motivo es utilizado por el maestro austríaco en varias piezas como la Sinfonía n.º 33. Para Ian Page, se le ha dado mucha importancia a este hecho, que seguramente no es más que una coincidencia.

### III.Presto
El tercer y último movimiento, Presto, retoma la tonalidad inicial y el compás es 3/8. El Finale, breve pero efervescente, presenta un aire casi humorístico que evoca la tradición de la ópera bufa, en la que el propio Mozart desempeñaría más tarde un papel fundamental. Es un movimiento rápido y vivo, que efectúa un gran juego de contrastes entre los pasajes en piano y forte, así como entre las partes interpretadas solo por violines y las interpretadas el tutti. Predominan los violines en cascada y las trompas rugientes. Parte de la escritura para los segundos violines en particular es asombrosamente exigente y una breve figura al unísono en las cuerdas explora un cromatismo que sin duda habría levantado algunas cejas entre el público de las primeras audiciones.